# Virgelina Chará

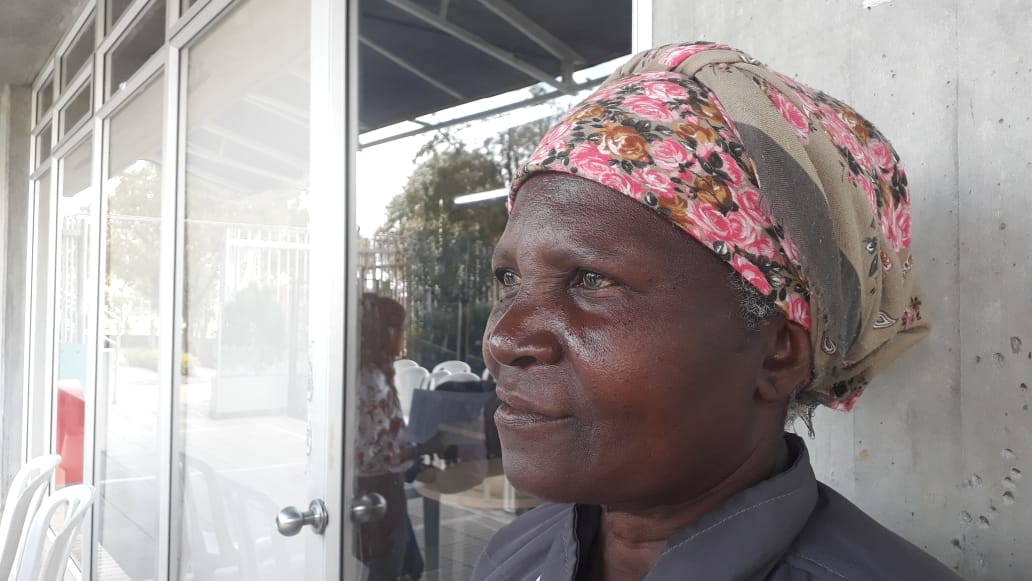
Defensora de los derechos humanos

Virgelina Chará (Departamento del Cauca, Colombia, 19 de marzo de 1955) es una defensora colombiana de los Derechos Humanos que fue postulada para el Premio Nobel de la Paz en el año 2005. Su trayectoria está marcada por los desplazamientos internos de los que fue un objetivo principal junto con su familia. Esta circunstancia la llevó a convertirse en una de las líderes y portavoces de las mujeres víctimas de la violencia sociopolítica en Colombia. Es directora de la asociación para el desarrollo integral Fundación ASOMUJER y Trabajo y líder de la Unión de Costureros, un grupo de mujeres que hace un llamado por la memoria y por la paz a través de los telares. Como víctima del conflicto armado ha sido amenazada de muerte. En 1985 formó parte del grupo de personas que se opusieron a la construcción del embalse Salvajina.  

## Trayectoria
Ha dedicado 35 años de su vida al trabajo con poblaciones vulnerables de Colombia. Antes de ser desplazada junto con su familia y varias personas desde su lugar de origen en el año 1985 para llegar a Santiago de Cali, vivían con una comunidad afro en un territorio minero en el departamento del Cauca. Cinco mil hombres desconocidos los obligaron a abandonar sus tierras.
El Ejército de Colombia no protegió a la comunidad en ese momento y se lo acusa de perpetrar violaciones, narcotráfico, de amenazar y atacar a la población civil además de desaparer a varias mujeres. Los habitantes denunciaron al Ejército y a partir de ese instante fueron declarados como «objetivo militar».  
Integraban el sindicato minero para la protección de la cuenca del río. Los despojaron de su fuente de ingresos: la minería artesanal. Ellos fueron los principales constructores de salvajina, que llevó a cabo un desplazamiento étnico, específicamente la comunidad negra.
Seis mil 700 personas fueron desplazadas, no por la violencia sino por el desarrollo llevado al territorio. Ese desarrollo excluye a los habitantes nativos. Se realizó por personas provenientes de otras partes del país. 
Después de todo este proceso llegan al Distrito de Aguablanca y se presentan ante dos situaciones: No tener vivienda y lidiar con el abuso de autoridad por parte de la institución de fuerzas del Estado. 
Para ese entonces, a cada persona residente de ese barrio se lo consideraba guerrillero. La comunidad desplazada los denuncia y por segunda vez son etiquetados como un «objetivo militar».
El 22 de febrero del 2003 ocurre un segundo desplazamiento debido a la acusación por reclutamiento de jóvenes por parte de grupos armados ilegales y del abuso de autoridad por fuerzas del Estado. Ese mismo día fueron asesinadas 17 personas, esto porque no daban rastro o información de los ciudadanos desplazados.
Llega a Bogotá y para el año 2005 es golpeada en la calle. En el 2006 es secuestrada durante dos horas. Entre los años 2007-2008 su núcleo familiar y  su proceso organizativo de la Fundación ASOMUJER y Trabajo recibieron amenazas diarias.
En el año 2008 se crea el Centro de Memoria, Paz y Reconciliación. En sus inicios ella fue una de las integrantes junto con otras personas, principalmente costureros/as. A través de las telas expresaban lo que sentían o las experiencias vividas.

## Obra

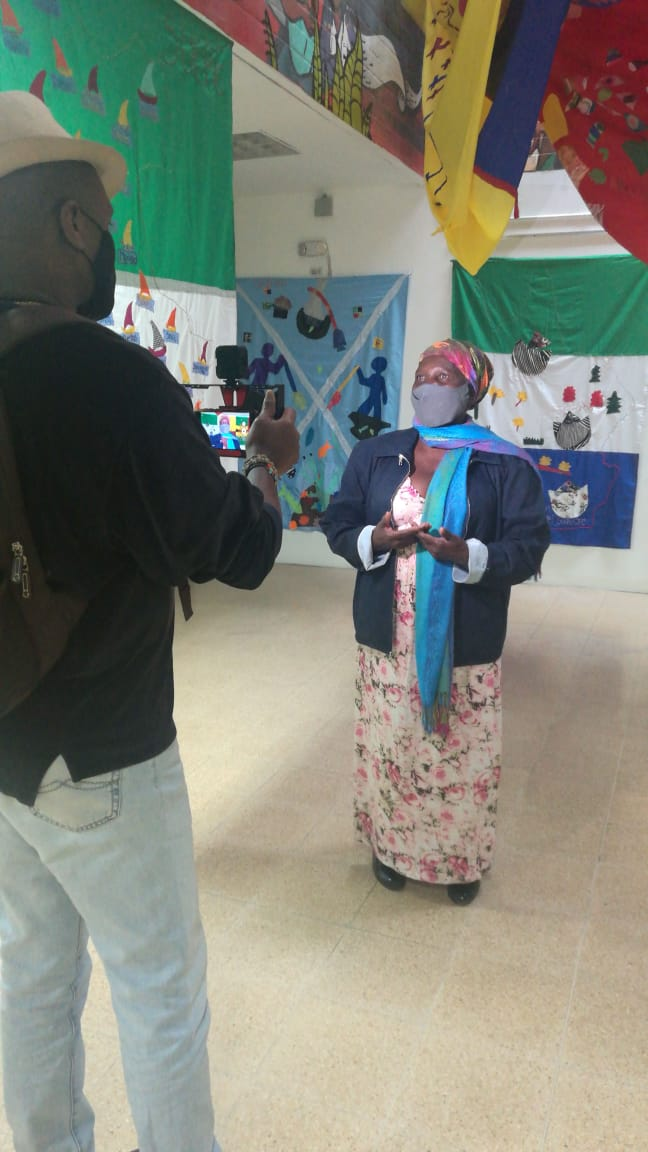
Directora

Entre los años 2003 y 2013 nace la Fundación ASOMUJER y Trabajo enfocada en cinco derechos específicos: el derecho a la vida, a la salud, educación, a la  vivienda y al trabajo.
A principios de 2003 llega a Bogotá huyendo de las amenazas de los paramilitares. Junto a sus familiares y otros líderes sociales comienza a dar forma a la Fundación. Esta trabaja con mujeres que en la violencia están vinculadas con la prostitución, víctimas desplazadas y familiares desaparecidos. Fue legalizada en diciembre del 2006. 
La Asociación tiene sedes en diferentes sectores de la capital como Sierra Morena en Ciudad Bolívar; Diana Turbay, Quiroga, Nueva Esperanza y San Marcos en Rafael Uribe Uribe; Villa Rosita ubicada en el barrio Usme; Rincón de Suba en Suba, y adicional con los vendedores ambulantes de la Plaza España, Los Mártires. En estos espacios, la organización dicta capacitaciones, crea unidades productivas, charlas, y ayuda a las víctimas a vender sus productos. Promueve procesos de formación social y política.  
Debido a su labor de servicio con diferentes comunidades fue nominada al Premio Nobel de La Paz en el año 2005.